# Даннум-Тахаз
Даннум-Тахаз (*д/н — бл. 1788 до н. е.) — лугаль міста-держави Ешнунна до 1788 року до н. е.

## Життєпис
Походив з Аморейської династії Ешнунни. Якійсь родич лугаля Нарам-Сіна або навіть узурпатор, але перше більш імовірне. Після поразки лугаля Ікіш-Тішпака від царя Шамші-Адада I був посаджений на трон Ешнунни. Визнав зверхність Шамші-Адада, втративши усі володіння Ешнунни окрім споконвічних земель. Його печатки виявлено в містах Шадуппум та Нерібтум.
Подальші кроки цього царя свідчать про відмову від активної зовнішньої діяльності. Більше уваги він приділяв дарункам храму Тішпака в Ешнунні, який мабуть значно було пошкоджено ворожою навалою.
Йому спадкував Дадуша, брат Нарам-Сіна.